# Katharina von Braunschweig-Wolfenbüttel (1518–1574)

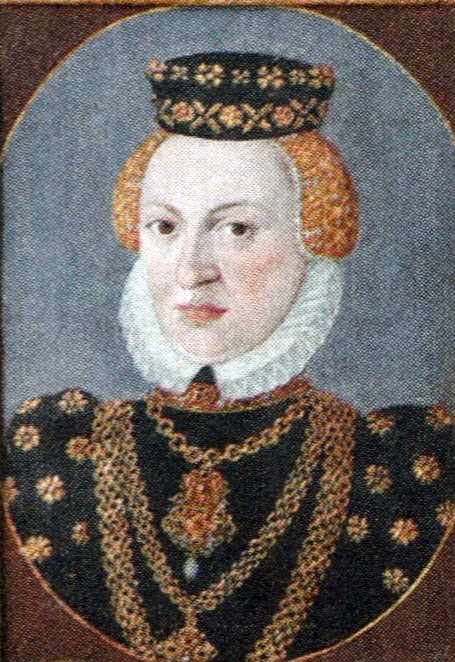
Katharina von Braunschweig-Wolfenbüttel

Katharina von Braunschweig-Wolfenbüttel (* 1518 in Wolfenbüttel; † 16. Mai 1574 in Crossen) war eine Prinzessin von Braunschweig-Wolfenbüttel und durch Heirat Markgräfin von Brandenburg-Küstrin.

## Leben
Katharina war eine Tochter des Herzogs Heinrich II. von Braunschweig-Wolfenbüttel (1489–1568) aus dessen erster Ehe mit Maria (1496–1541), Tochter des Grafen Heinrich von Württemberg.
Sie heiratete am 11. November 1537 in Wolfenbüttel Markgraf Johann von Brandenburg-Küstrin (1513–1571) und wurde so Schwägerin des brandenburgischen Kurfürsten. In der Markgrafschaft beteiligte sich Katharina maßgeblich an der Durchsetzung der Reformation.
Katharina galt als äußerst sparsam und haushälterisch, womit sie ihren Mann tatkräftig unterstützte. Sie besaß in Küstrin mehrere Wirtschaftsgebäude und einen Küchengarten. In der Vorstadt Küstrins besaß sie den so genannten „wilden Hof“, sowie weitere Güter in Schaumburg, Drewitz und ihren Lieblingssitz Neudamm, ein Geschenk ihres Ehemanns. In Neudamm siedelte Katharina holländische Glaubensflüchtlinge an, die das Tuchmachergewerbe belebten. Es wurden Schule und Kirche errichtet und Neudamm 1562 zur Stadt erhoben.
Katharina, die als sehr volkstümlich beschrieben wurde, war in der Bevölkerung als „Mutter Käthe“ bekannt. Sie begründete in Drossen die erste Apotheke und errichtete eine weitere in Küstrin, aus denen sie Arme und Bedürftige unentgeltlich mit Medikamenten versorgte. Katharina legte zahlreiche Vorwerke und Melkereien an, die sie selbst verwaltete und den Ertrag auch selbst verkaufte.
Das Grab von Katharina wurde 1999 von Stettiner Archäologen in der Ruine der Küstriner Pfarrkirche entdeckt.
Nach Katharina ist die Katharinenstraße in Berlin-Halensee beim Kurfürstendamm benannt.

## Nachkommen
Aus ihrer Ehe hatte Katharina zwei Töchter:
- Elisabeth (1540–1578)

⚭ 1558 Markgraf Georg Friedrich von Ansbach und Kulmbach-Bayreuth (1539–1603)
- Katharina (1549–1602)

⚭ 1570 Kurfürst Joachim Friedrich von Brandenburg (1546–1608); ebenfalls direkter Nachfahre von Joachim I. Nestor